# Urawa Red Diamonds 2005
Questa voce raccoglie le informazioni riguardanti gli Urawa Red Diamonds nelle competizioni ufficiali della stagione 2005.

## Maglie e sponsor
Il fornitore tecnico Nike introduce un motivo costituito da bordi neri su sfondo bianco, nonché il nuovo sponsor ufficiale Vodafone
| Manica sinistra · Maglietta · Maglietta · Manica destra · Pantaloncini · Calzettoni | Manica sinistra · Maglietta · Maglietta · Manica destra · Pantaloncini · Calzettoni |

## Rosa
| N. |                     | Ruolo | Calciatore            |
| -- | ------------------- | ----- | --------------------- |
| 1  | Giappone (bandiera) | P     | Norihiro Yamagishi    |
| 2  | Giappone (bandiera) | D     | Keisuke Tsuboi        |
| 3  | Turchia (bandiera)  | D     | Alpay Özalan          |
| 4  | Giappone (bandiera) | D     | Marcus Tulio Tanaka   |
| 5  | Brasile (bandiera)  | D     | Nenê                  |
| 6  | Giappone (bandiera) | D     | Nobuhisa Yamada       |
| 7  | Giappone (bandiera) | C     | Tomoyuki Sakai        |
| 8  | Giappone (bandiera) | C     | Alessandro dos Santos |
| 9  | Giappone (bandiera) | A     | Yūichirō Nagai        |
| 10 | Brasile (bandiera)  | A     | Emerson               |
| 10 | Brasile (bandiera)  | C     | Robson Ponte          |
| 11 | Giappone (bandiera) | A     | Tatsuya Tanaka        |
| 12 | Giappone (bandiera) | C     | Masaya Nishitani      |
| 13 | Giappone (bandiera) | C     | Keita Suzuki          |
| 14 | Giappone (bandiera) | D     | Tadaaki Hirakawa      |
| 15 | Giappone (bandiera) | C     | Toru Chishima         |
| 17 | Giappone (bandiera) | C     | Makoto Hasebe         |
| 18 | Giappone (bandiera) | A     | Naoya Umeda           |

| N. |                     | Ruolo | Calciatore            |
| -- | ------------------- | ----- | --------------------- |
| 18 | Germania (bandiera) | A     | Tomislav Marić        |
| 19 | Giappone (bandiera) | D     | Hideki Uchidate       |
| 20 | Giappone (bandiera) | D     | Satoru Horinouchi     |
| 21 | Giappone (bandiera) | P     | Kenta Tokushige       |
| 22 | Giappone (bandiera) | C     | Shunsuke Oyama        |
| 23 | Giappone (bandiera) | P     | Ryōta Tsuzuki         |
| 24 | Giappone (bandiera) | D     | Tetsushi Kondo        |
| 25 | Giappone (bandiera) | C     | Takafumi Akahoshi     |
| 26 | Giappone (bandiera) | D     | Yuzo Minami           |
| 27 | Giappone (bandiera) | A     | Takuya Yokoyama       |
| 28 | Giappone (bandiera) | P     | Nobuhiro Kato         |
| 29 | Giappone (bandiera) | C     | Shōta Arai            |
| 30 | Giappone (bandiera) | A     | Masayuki Okano        |
| 31 | Giappone (bandiera) | A     | Yuya Nakamura         |
| 32 | Giappone (bandiera) | C     | Hajime Hosogai        |
| 33 | Giappone (bandiera) | D     | Santos                |
| 34 | Giappone (bandiera) | A     | Sergio Ariel Escudero |

## Statistiche

### Statistiche di squadra
| Competizione           | Punti | Totale | Totale | Totale | Totale | Totale | Totale | DR  |
| Competizione           | Punti | G      | V      | N      | P      | Gf     | Gs     | DR  |
| ---------------------- | ----- | ------ | ------ | ------ | ------ | ------ | ------ | --- |
| J. League Division 1   | 59    | 34     | 17     | 8      | 9      | 65     | 37     | +28 |
| Coppa Yamazaki Nabisco | -     | 10     | 7      | 1      | 2      | 15     | 12     | +3  |
| Coppa dell'Imperatore  | -     | 5      | 5      | 0      | 0      | 12     | 4      | +8  |
| Totale                 |       | 49     | 29     | 9      | 11     | 92     | 53     | +39 |